# Willo Flood
 (23 août 2023).
Le contenu est difficilement compréhensible vu les erreurs de traduction, qui sont peut-être dues à l'utilisation d'un logiciel de traduction automatique.
William Robert Flood, plus connu sous le nom de Willo Flood, né le 10 avril 1985 à Dublin, est un footballeur irlandais. Il évolue au poste de milieu relayeur. Il a gagné 15 cape pour son pays aux niveaux under-20 et under-21.
Flood représentait douze clubs en Angleterre et en Écosse, dont Manchester City, Cardiff City, Dundee United (quatre fois), Celtic, Middlesbrough, Aberdeen et Dunfermline Athletic.

## Biographie
Né à Dublin, en Irlande, Flood a grandi dans un lotissement du quartier Ballyfermot de la ville. il a commencé sa carrière de footballeur à Cherry Orchard, qu'il a rejoint à l'âge de sept ans. À l'âge de 14 ans, Flood s'est disloqué la rotule en jouant lors de la finale All-Ireland, décrivant la blessure comme "très douloureuse",. Malgré la blessure, Cherry Orchard a remporté la finale, ce qui a permis à Flood de recevoir la médaille des vainqueurs, qui était sa seule jusqu'à ce qu'il remporte la Scottish League Cup en 2014 avec Aberdeen. Pendant son séjour à Cherry Orchard, Flood a été encadré par Barry Pointon, qui le connaissait depuis l'âge de 15 ans. Les performances de Flood pour Cherry Orchard ont suscité l'intérêt de Celtic, Manchester United et Arsenal, mais il a choisi de rejoindre Manchester City à la place, en raison de leur partenariat à l'époque,,.

### Carrière en club

#### Manchester City
Immédiatement après avoir rejoint Manchester City, Flood a été affecté à l'académie,,. Ayant fait face à une blessure dans son ancien club de jeunes, il a fait trier ses blessures par l'équipe médicale de Manchester City et était reconnaissant envers le club. en disant : "Sans eux, je ne jouerais pas au football". Ayant été appelé en équipe première lors de la saison 2003-04, Flood a fait ses débuts au tour de qualification de la 2003-04 Coupe UEFA, lors d'une victoire 7-0 contre Total Network Solutions. Par la suite, il a continué à maintenir son développement au sein de l'équipe réserve de Manchester City.
Le 21 septembre 2004, Flood a été appelé dans la première équipe de Manchester City pour un match contre le Barnsley en Football League Cup et a marqué le premier but de sa carrière, dans une victoire 7-1 à aider le club à passer au tour suivant. Trois jours plus tard, le 24 septembre 2004, il fait ses débuts en Premiership, en tant que remplaçant à la 76e minute, lors d'une défaite 1-0 contre Arsenal. Le 1er novembre 2004, Flood a marqué son premier but en championnat lors de son premier départ en championnat, lors d'un match nul 1-1 à domicile contre Norwich City. Après le match, Kevin Keegan a été impressionné par l'affichage de Flood, affirmant qu'il "a l'ingrédient essentiel pour quelqu'un de sa taille et c'est un grand cœur". À la suite de cette performance, Flood a signé un contrat avec Manchester City, le gardant jusqu'en 2007. Flood est apparu dans quatre matches de championnat, faisant trois départs entre le 24 octobre 2005 et le 13 novembre 2005. À la suite d'une crise de blessures, il est apparu deux fois dans la première équipe, affrontant Bolton Wanderers et Tottenham Hotspur en mars 2005. À la fin de la saison 2004-05, Flood a fait douze apparitions et marqué deux fois dans toutes les compétitions. Le journal local Manchester Evening News a déclaré à propos du joueur : « Flood a joué quatre matchs d'affilée en octobre-novembre lorsqu'il a ouvert son compte de buteur, mais sa forme semblait s'essouffler et d'autres produits de l'Académie l'ont devancé. Besoins pour relancer sa carrière."
Après la fin de son prêt à Coventry City, Flood a subi une hernie qui l'a vu absent pour le reste de l'année,. Le 15 février 2006, il fait ensuite son retour de blessure, jouant pour l'équipe réserve de Manchester City, lors d'une victoire 4-0 contre l'équipe réserve de Sunderland. Le 25 mars 2006, Flood a fait sa première apparition en équipe pour le club, commençant tout le match, dans une défaite 2-0,. Après le match, le manager Stuart Pearce a salué sa performance. À la fin de la saison 2005-06, il a fait cinq apparitions dans toutes les compétitions.

#### Sorts de prêt de Manchester City
Le 15 mars 2004, Flood a été prêté à l'équipe de troisième division Rochdale pendant un mois. Le lendemain, il a fait ses débuts pour le club, commençant un match et a joué 88 minutes avant d'être remplacé, dans un match nul 1-1 contre Huddersfield Town. Flood est apparu lors des six prochains matchs pour Rochdale, alors que le club tentait d'éviter la relégation. Après un mois de prêt avec Rochdale, il est retourné dans son club parent, faisant six apparitions pour le club.
Au début de la saison 2005-06, Flood a rejoint l'équipe de championnat Coventry City en prêt d'un mois. Le 20 août 2005, il fait ses débuts pour le club, entamant un match et jouant 73 minutes avant d'être remplacé, lors d'une victoire 3-0 contre Queens Park Rangers. Since joining Coventry City, Flood received a handful of first team football, playing in the midfield position. Pour sa performance, il a eu un prêt avec le club prolongé d'un deuxième mois. Cependant, Flood a été critiqué pour sa performance alors qu'il jouait pour l'équipe réserve de Coventy City. Le 28 septembre 2005, il a pu rattraper son retard en marquant son deuxième but en championnat en carrière, lors d'une victoire 3-1 à domicile contre Watford. Le 28 octobre 2005, Flood est retourné dans son club parent après que le club a décidé de résilier son contrat de prêt. Pendant son séjour à Coventry City, il a fait huit apparitions et a marqué une fois.

#### Cardiff City
Flood a rejoint le club de championnat Cardiff City pour un montant de 200 000 £, payé en plusieurs versements,. En rejoignant le club, il décrit son départ de Manchester City comme une "clé", mais pense que Dave Jones pourrait l'aider à s'améliorer en tant que joueur, en raison de ses antécédents en tant que manager,.
Flood a fait ses débuts pour Cardiff City, en tant que remplaçant à la 82e minute, lors d'une victoire 2-1 contre Barnsley lors du match d'ouverture de la saison. On 19 août 2006, he scored just once for Cardiff City, a memorable winning goal at Elland Road. Cependant, Flood a trouvé ses premières opportunités d'équipe limitées, en raison des compétitions et a été placé sur le banc des remplaçants en conséquence. Il a également fait face à ses propres problèmes de blessures tout au long de la saison 2006-07. En conséquence, Flood a été limité à faire vingt-huit apparitions et à marquer une fois dans toutes les compétitions pour les Bluebirds.

#### Dundee United (premier prêt)
Cependant, après avoir eu du mal à s'installer à Ninian Park, Flood a rejoint l'équipe de Scottish Premier League Dundee United sur un prêt d'une saison pour la saison 2007-08. En rejoignant le club, le manager de Cardiff City, Dave Jones, souhaitait voir comment il se comporterait au cours d'une longue saison de football en équipe première.
Les débuts de Flood se sont soldés par un carton rouge avant la mi-temps lors de la première journée de la saison contre Aberdeen, après avoir récolté deux avertissements, et son deuxième match, pour les réserves, a abouti au même résultat. À cette occasion, il a été "bizarrement expulsé... pour avoir tiré un coup franc rapide alors que l'arbitre n'était apparemment pas prêt". Après avoir purgé un match de suspension, Flood est revenu dans la formation de départ, dans un 0-0 contre Hibernian le 18 août 2007,. Depuis qu'il a rejoint Dundee United, il s'est rapidement imposé dans la première équipe, jouant au milieu de terrain. Sa performance a été saluée par le manager Craig Levein, le décrivant comme "un très bon joueur créatif". Parfois, Levein a placé Flood au poste d'arrière droit, en raison de la crise défensive du club. Le 15 décembre 2007, il a marqué son premier but pour Dundee United contre Saint Mirren lors d'une victoire 3-0, un but qui lui a valu plus tard le prix SPL du but de la saison,. Lors d'interviews de suivi le lendemain du prix, Flood a déclaré qu'il serait déçu de quitter le club à la fin de la saison, admettant qu'il serait "vidé parce que j'ai adoré cet endroit". Lors de la finale de la Coupe de la Ligue écossaise contre Rangers, Flood a commencé tout le match pendant 120 minutes après un match nul 2-2 et a été le premier joueur de Dundee United à réussir à convertir le penalty en fusillade, que le club a perdu aux tirs au but. Après le match, il a été nommé Homme du match par les journaux écossais, en raison de sa performance impressionnante. Le 6 avril 2008, Flood était fautif lorsqu'il "passa inexplicablement directement à Barry Ferguson", ce qui permit à Kris Boyd de marquer le troisième but égalisateur de l'équipe adverse, lors d'un match nul 3-3 des Rangers. Après le match, son coéquipier Mark Kerr a bondi pour défendre Flood, affirmant qu'il n'était pas à blâmer pour ses erreurs. Malgré des blessures à trois reprises au cours de la saison 2007-08, Flood a fait quarante-quatre apparitions et a marqué une fois dans toutes les compétitions.

#### Dundee United (deuxième prêt)
Malgré son retour à Cardiff à la fin de la saison, un deuxième prêt d'une saison a été conclu en juillet 2008.
Flood a disputé quatre départs lors des quatre premiers matches de championnat de la saison avant de subir une blessure aux ischio-jambiers qui l'a fait rater deux matches. Le 27 septembre 2008, Flood est revenu de blessure et a inscrit le deuxième but du match du club, lors d'une victoire 3-0 contre Hearts. Depuis son retour de blessure, il a continué à rester dans la première équipe, jouant dans la position de milieu de terrain. En demi-finale de la Coupe de la Ligue écossaise contre Celtic, Flood a commencé tout le match pendant 120 minutes après un match nul 0-0 et a raté le onzième penalty, que Dundee United a perdu aux tirs au but. (il a déjà converti avec succès le premier penalty plus tôt). Quatre ans plus tard, Flood a admis que le penalty lui avait laissé des souvenirs amers lorsqu'il avait comparé le penalty manqué au match de Manchester United en Coupe de la Ligue contre Sunderland le 22 janvier 2014. Lorsque son transfert au Celtic a été révélé, le manager Craig Levein a exhorté Flood à rester à Dundee United, plutôt que de rejoindre le Celtic, et le joueur, lui-même, a accepté. Au moment où Flood a quitté le club, il a fait vingt-quatre apparitions dans toutes les compétitions.

#### Celtic
Flood a rejoint le Celtic le 30 janvier 2009, signant un contrat de deux ans et demi pour un montant non divulgué, pour l'équipe qu'il a soutenue dans sa jeunesse. En rejoignant le club, le transfert de Flood au Celtic n'a pas été bien accueilli par les supporters des Bhoys, certains d'entre eux estimant qu'il n'était "pas assez bon pour Parkhead". Flood a également reçu une chemise numéro seize, précédemment portée par son idole Roy Keane.
Le 15 février 2009, il a fait ses débuts pour le Celtic, entamant un match et a joué 62 minutes avant d'être remplacé, dans un match nul 0-0 contre rivaux amers, Rangers à Celtic Park. Après le match, Flood a déclaré que son transfert au Celtic était "un gros choc pour lui" et "un grand honneur d'avoir cette chance" de faire ses débuts pour le club. Cependant, il a eu du mal à saisir les opportunités de sa première équipe et a trouvé son temps de jeu, venant du banc des remplaçants. Lors de sa première demi-saison au Celtic, Flood a fait cinq apparitions dans toutes les compétitions.
Au début de la saison 2009-10, avec le Celtic sous la nouvelle direction de Tony Mowbray, Flood s'est retrouvé hors de la première équipe et a exprimé son mécontentement à l'idée de quitter le club. À un moment donné, Dundee United a envisagé de le signer, mais le manager Craig Levein a nié que le mouvement se produisait. Bien qu'il n'ait pas régulièrement joué dans l'équipe première le 18 août 2009, Flood a fait ses débuts en Ligue des champions en remplaçant Shaun Maloney à la 61e minute, lors d'une défaite 3-1 contre Arsenal lors du tour de qualification de la Ligue des champions, entraînant l'élimination du club du tournoi. Il a effectué deux autres titularisations, venant du match de Coupe de la Ligue écossaise contre Falkirk et d'un match de Ligue Europa contre Rapid Wien. En décembre 2009, Flood a admis avoir "regretté" de rejoindre Celtic, le décrivant comme "une erreur". Le manager Mowbray a déclaré qu'il vendrait Flood au juste prix, ainsi que les "joueurs marginaux frustrés". À la sortie du club en janvier, il fait quatre apparitions toutes compétitions confondues.
Après avoir quitté le Celtic, Flood a déclaré qu'il ne se considérait pas comme un joueur du Celtic, citant ses sorts frustrants là-bas. Malgré cela, Flood a déclaré que Neil Lennon, qui était alors directeur de réserve du club, l'a aidé à rester concentré lorsqu'il a rencontré des difficultés et pour le garder sain d'esprit.

#### Middlesbrough
Le 13 janvier 2010, il a été annoncé que Flood avait officiellement quitté le Celtic pour l'Championship côté Middlesbrough, avec ses coéquipiers Barry Robson et Chris Killen. En rejoignant le club, il a déclaré qu'il aimait travailler avec le manager Gordon Strachan lorsqu'ils étaient ensemble pendant six mois au Celtic et que la chance de travailler avec un manager qui lui faisait confiance était la plus grande influence pour venir à Middlesbrough.
Le 16 janvier 2010, Flood a fait ses débuts pour le club, commençant un match et joué 75 minutes avant d'être remplacé, dans un 1-0 perdu contre Sheffield United,. Le 23 janvier 2010, il a marqué son premier but contre Boro lors de son deuxième match contre Swansea City d'un centre qui s'est transformé en un tir de 35 mètres dans la lucarne, dans un match nul 1-1. Flood made nine starts for the club, playing in the midfield position. Le 6 mars 2010, cependant, il a subi une blessure au genou au cours de la seconde moitié d'un match et a été remplacé, dans un 1-0 perdu contre son ancien club Cardiff City. Au début, il n'y avait aucune suggestion de blessure grave au genou, mais Flood était absent pour le reste de la saison. À la fin de la saison 2009-10, il a fait onze apparitions et marqué une fois dans toutes les compétitions.
Avant la saison 2010-11, Flood s'est remis de sa blessure au genou et a rejoint la tournée de pré-saison de Middlesbrough. Pendant la pré-saison, il a déclaré que son objectif était de se frayer un chemin dans la première équipe du club. Lors du match d'ouverture de la saison contre Ipswich Town, cependant, Flood a subi une blessure grave avec une luxation du genou, une blessure qu'il avait déjà subie à Cherry Orchard, après une collision avec son coéquipier Matthew Bates et a été retiré avant la mi-temps. Après le match, l'entraîneur Strachan a déclaré que Flood ne reviendrait pas avant longtemps à cause d'une "grave blessure" et "qu'il n'a pas eu de chance, surtout qu'il vient de revenir d'une autre blessure à long terme". En conséquence, Flood a été mis à l'écart pendant six mois avec la blessure,. Début février, il fait son retour en équipe première à l'entraînement. Flood a fait sa première apparition sur blessure lorsqu'il a joué 60 minutes pour l'équipe réserve du club contre Leeds United réserves. Following the match, Flood was praised by manager Tony Mowbray on his return from injury. Le 16 avril 2011, Flood a fait sa première apparition depuis sa blessure, remplaçant à la 60e minute Andy Halliday alors que Middlesbrough a fait match nul 1-1 avec Barnsley. À la fin de la saison 2010-11, il a fait cinq apparitions dans toutes les compétitions. Le 10 mai 2011, il a été annoncé sur le site Web du club que Flood serait publié avec Maximilian Haas et Andrew Davies.

#### Dundee United (troisième prêt)

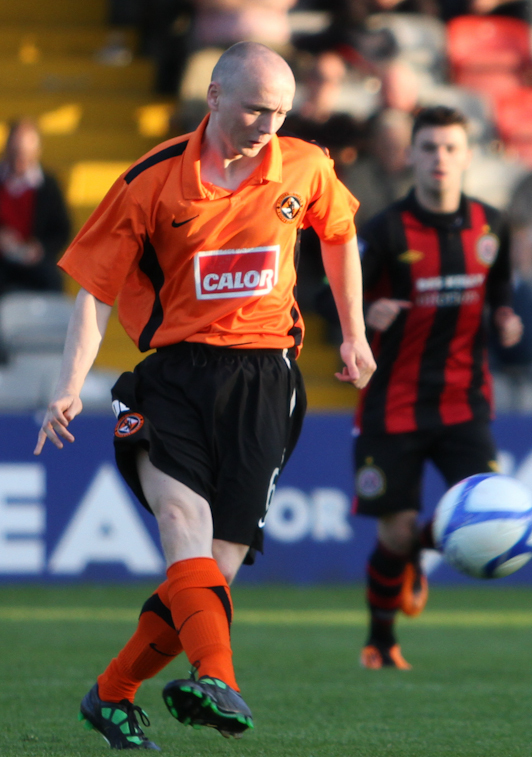
Flood jouant pour Dundee United en 2011, lors du match amical de pré-saison contre Bohemians.

Le 24 mai 2011, Flood retourne à Dundee United, où il signe un contrat de deux ans avec le club. L'ancien coéquipier Craig Conway, qui vient de quitter le club pour Cardiff City, aurait déclaré que le retour de Flood était une "bonne affaire" et que les supporters arabes apprécieront son arrivée. En rejoignant Dundee United, Flood a déclaré qu'il "jouait son meilleur football aux Tangerines" et "le meilleur moment de sa carrière". Flood était auparavant lié à un déménagement au Hearts mais il a choisi de rejoindre Dundee United.
Flood a fait ses débuts pour le club, commençant tout le match, contre Śląsk Wrocław, dans un 1-0 perdu lors du match aller du deuxième tour de qualification de la Ligue Europa. Cependant, Dundee United a été éliminé de la Ligue Europa grâce à des buts à l'extérieur, malgré une victoire 3-2 au match retour. Depuis qu'il a rejoint le club, il a rapidement regagné sa première place dans l'équipe, jouant au milieu de terrain. Lors du quart de finale de la Coupe de la Ligue écossaise contre Falkirk, Flood a commencé tout le match pendant 120 minutes après un match nul 2-2 et a raté le troisième penalty, que Dundee United a perdu aux tirs au but. Après le match, Flood a révélé qu'il devait s'excuser auprès du manager Peter Houston par SMS pour avoir manqué le penalty. Flood s'est retrouvé hors de la formation de départ, en raison de problèmes de blessure et de sa propre performance. Le 21 février 2012, il fait son retour dans le onze de départ pour la première fois depuis un mois, et inscrit un but pour John Rankin, lors d'une victoire 4-0 contre Kilmarnock. Le 28 avril 2012, Flood a marqué son premier but pour Dundee United lors de son troisième passage au club, marquant à partir d'un « superbe entraînement bas de 30 mètres trouvé dans le coin le plus éloigné du filet des Hearts », puis a inscrit un but pour Gary Mackay-Steven dans un match nul 2-2 contre Hearts. À la fin de la saison 2011-12, il a fait trente-neuf apparitions et marqué une fois dans toutes les compétitions.

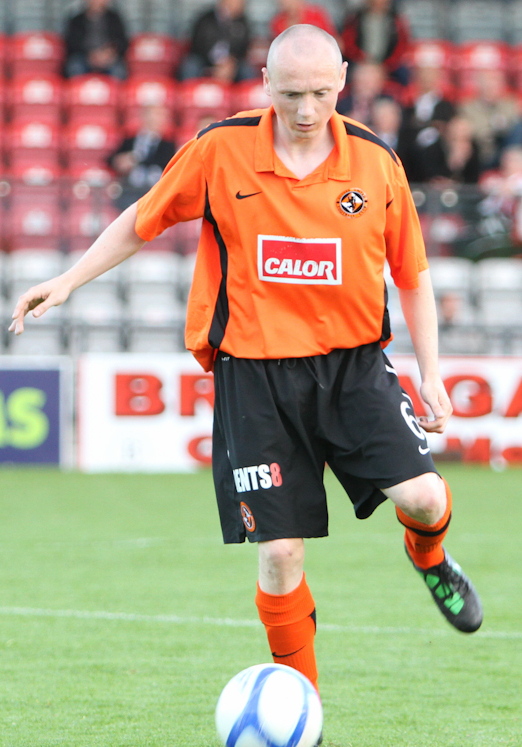
Flood en action pour Dundee United en 2011, lors du match amical de pré-saison contre Bohemians.

Le 2 août 2012, il inscrit un but en Ligue Europa avec le club de Dundee United, lors d'un match face au Dynamo Moscou, Cependant, il n'a pas été en mesure d'aider Dundee United à combler le déficit du match retour, car le club a perdu 5-0, les éliminant du tournoi à la suite d'une défaite de 7-2 au total. Le 17 août 2012, Flood a joué un rôle clé dans un match contre rival local de Dundee United, Dundee lorsqu'il a inscrit deux buts, lors d'une victoire 3-0. Depuis le début de la saison 2012-13, Flood a continué à s'établir dans la première équipe, jouant dans différentes positions de milieu de terrain. Le 7 décembre 2012, il a marqué son deuxième but de la saison, lors d'une victoire 3-0 contre ses rivaux, Dundee. Le 9 février 2013, Flood a marqué son troisième but de la saison, lors d'une victoire 3-1 contre Hearts. Le 11 mai 2013, il a joué au poste d'arrière droit pour la première fois cette saison contre Inverness Caledonian Thistle et a inscrit un but gagnant pour Gary Mackay-Steven, dans un 2-1 gagner. Malgré ses blessures et sa suspension à cinq reprises au cours de la saison 2012-13, Flood a fait quarante-cinq apparitions et marqué trois fois dans toutes les compétitions. Pour sa performance, il a été nommé joueur de l'année des supporters.
À la fin de la saison 2012-13, Flood a déclaré son désir de prolonger son contrat et de rester au club, et il s'attendait à ce que "quelque chose puisse être réglé". Le nouveau manager nommé Jackie McNamara, qui a remplacé Peter Houston, a déclaré qu'il souhaitait que Flood reste à Dundee United. Au cours de son deuxième séjour de deux ans au club, il a fait 69 apparitions et marqué trois fois.

#### Aberdeen
Le 31 mai 2013, il a été annoncé que Flood avait signé un pré-contrat avec Aberdeen. En rejoignant le club, il a déclaré que son objectif à Aberdeen était de remporter des trophées. Le manager Derek McInnes tenait à signer Flood, le décrivant comme une signature "idéale".
Il a marqué son premier but lors de ses débuts pour le club, lors d'une victoire 2-1 contre Kilmarnock lors du match d'ouverture de la saison. After the match, McInnes praised Flood’s performance, describing him as "the catalyst, energetic, passionate and dictates the tempo of the game, with and without the ball." Après avoir fait quatre apparitions pour Aberdeen jusqu'à présent, cependant, il s'est blessé aux ischio-jambiers alors qu'il poursuivait un ballon et a été remplacé à la 55e minute, alors que le club battait Alloa Athletic 6-5 aux tirs au but -sortie du 2e tour de la Coupe de la Ligue écossaise le 27 août 2013. Après une analyse, Flood s'est déchiré le muscle et devait être absent pendant six semaines, mais il s'est rétabli plus que prévu. Le 5 octobre 2013, Flood a fait son retour de blessure, entrant comme remplaçant à la 56e minute, dans un 1-0 perdu contre Ross County. Après avoir fait son retour, il a décrit le fait d'être mis à l'écart comme "frustrant". Après avoir effectué trois départs au cours des trois matches suivants, le 9 novembre 2013, Flood a subi une autre blessure lorsqu'il a subi une blessure aux ischio-jambiers et a été remplacé à la 23e minute, lors d'une défaite 3-1 contre Hearts. Après le match, il a été annoncé que Flood serait absent pendant six semaines supplémentaires. Le 7 décembre 2013, il revient de blessure, après trois semaines d'absence, remplaçant à la 77e minute Jonny Hayes, lors d'une victoire 2-0 contre St Johnstone. Le 7 décembre 2013, il revient de blessure, après trois semaines d'absence, remplaçant à la 77e minute Jonny Hayes, lors d'une victoire 2-0 contre. Le 10 janvier 2014, il a marqué sur un but vainqueur de 22 yards à la 87e minute, lors d'une victoire 1-0 à domicile contre Hibernian, un but qui lui a ensuite valu le but du mois de la SPFL. pour janvier. Après avoir aidé Aberdeen à atteindre respectivement la finale de la Coupe de la Ligue écossaise et les quarts de finale de la Coupe écossaise contre Inverness CT et le Celtic, le manager McInnes a salué les performances de Flood, décrivant sa "constance dans ses performances, apportant à la fois une attitude et une véritable mentalité à l'ensemble du club". Lors de la finale de la Coupe de la Ligue écossaise contre Inverness Caledonian Thistle, il a commencé tout le match pendant 120 minutes après un match nul 0-0 et Aberdeen a gagné 4-2 aux tirs au but pour remporter le tournoi,. Le 2 avril 2014, Flood a marqué d'un coup franc pour sortir d'une impasse à la 74e minute, dans un match nul 1-1 contre Hearts. La première saison de Flood au club s'est terminée de manière positive, remportant sa première Coupe de la Ligue écossaise en dix-neuf ans et terminant troisième du championnat, puisqu'il a disputé quarante apparitions et marqué trois fois dans toutes les compétitions.
Au début de la saison 2014-15, Flood a joué les six matches d'Aberdeen en Ligue Europa, mais le club a été éliminé par Real Sociedad. Le 21 août 2014, il a signé une prolongation de contrat de 12 mois avec Aberdeen, le gardant jusqu'en 2017. Cependant, Flood a subi une blessure aux ischio-jambiers qui l'a vu rater un match. Le 13 septembre 2014, il fait son retour de blessure, entamant tout le match, dans un 2-1 perdu contre le Celtic. Le 13 septembre 2014, il fait son retour de blessure, entamant tout le match, dans un 2-1 perdu contre le Celtic. Après le match, il a été annoncé qu'il serait absent pendant deux mois. Le 4 janvier 2015, Flood est revenu de blessure, remplaçant David Goodwillie à la 86e minute, lors d'une victoire 2-0 sur Motherwell. Cependant, Flood a continué d'être mis à l'écart à trois reprises vers la fin de la saison 2014-15. Malgré cela, il a continué à regagner sa première place d'équipe, jouant dans la position de milieu de terrain. À la fin de la saison 2014-15, il a fait trente-trois apparitions dans toutes les compétitions.
Lors du match d'ouverture de la saison 2015-16, Flood a été capitaine d'Aberdeen pour la première fois contre son ancien club Dundee United et a aidé le club à gagner 1-0. Cependant, tout au long de la saison 2015-16, il s'est retrouvé à alterner entre un rôle de titulaire et un rôle de remplaçant dans la première équipe. Flood s'est également retrouvé en proie à des blessures qui ont affecté sa troisième saison à Aberdeen. À la fin de la saison 2015-16, Flood a fait vingt-neuf apparitions dans toutes les compétitions.
Avant la saison 2016-17, il était lié à un retour du côté relégué Dundee United. Au milieu de son avenir à Aberdeen, Flood a joué dans les deux matches du match du premier tour de la Ligue Europa contre le CS Fola Esch, gagnant 3-2 au total. Le 14 juillet 2016, son contrat avec le club est résilié. Il a parlé de son départ d'Aberdeen, citant son désir de football en équipe première.

#### Dundee United (quatrième prêt)
Flood est revenu au Dundee United en juillet 2016 pour son quatrième passage avec le club, signant initialement un contrat d'un an. Ce faisant, il a subi une baisse de salaire et ne rejoindrait aucun autre club écossais à l'exception de Dundee United.
Le 19 juillet 2016, Flood a fait ses débuts pour le club, commençant tout le match, lors d'une victoire 6-1 contre Cowdenbeath en Scottish League Cup. Il a ajouté deux buts tout au long d'août, marquant contre Ayr United et Raith Rovers. Flood a commandé Dundee United à quatre reprises entre le 13 août 2016 et le 17 septembre 2016. Le 17 septembre 2016, cependant, il a subi une blessure à la cuisse, entraînant son remplacement à la 53e minute, dans une défaite 3-1 contre Falkirk et a été mis à l'écart pendant trois semaines. Le 15 octobre 2016, Flood a fait son retour de blessure, en commençant tout le match, dans une victoire 2-0 contre Saint Mirren. Depuis son retour de blessure, il a regagné sa première place d'équipe pour le club dans la première équipe, jouant dans la position de milieu de terrain. Le 25 mars 2017, Flood a participé à la finale de la Scottish Challenge Cup contre Saint Mirren et a aidé Dundee United à gagner 2-1 pour remporter le tournoi. Ayant pour objectif d'aider le club à revenir à la promotion de la Premiership écossaise, il a aidé Dundee United à terminer à la troisième place de la ligue et à se qualifier pour les éliminatoires de la Premiership. Flood a disputé les six matches des play-offs, alors que le club atteignait la finale contre Hamilton Academical mais Dundee United n'a pas réussi, perdant 1-0 au total, ne parvenant pas à reconquérir la promotion au Scottish Premiership. Malgré des blessures mineures tout au long de la saison 2016-17, il a fait quarante-sept apparitions et marqué deux fois dans toutes les compétitions. Le 21 juin 2017, Flood a signé une prolongation de contrat avec le club et visait à aider Dundee United à atteindre à nouveau la promotion en Scottish Premiership.
Au début de la saison 2017-18, Flood a retrouvé son temps de jeu, venant du banc des remplaçants, s'étant remis d'une blessure lors de la pré-saison de Dundee United. Il a commencé à assumer les fonctions de capitaine en l'absence de Tam Scobbie tout au long de la saison 2017-18. Le 2 septembre 2017, Flood a marqué sur coup franc de dernière minute, lors d'une victoire 3-1 contre Alloa Athletic en Scottish Challenge Cup. À la suite de l'absence de Lewis Toshney, il a joué deux fois au poste d'arrière droit contre Dunfermline Athletic et Livingston. À la suite de cela, Flood a regagné sa première place dans l'équipe, jouant dans les différentes positions de milieu de terrain. Le 19 novembre 2017, il inscrit son deuxième but de la saison, lors d'une victoire 3-0 contre Falkirk. Entre le 13 janvier 2018 et le 20 janvier 2018, Flood a de nouveau joué deux fois au poste d'arrière droit contre Dunfermline Athletic et Alloa Athletic. Après avoir aidé le club à se qualifier pour les éliminatoires de la Premiership, il a joué dans les deux matches des éliminatoires des quarts de finale contre Dunfermline Athletic et a aidé Dundee United à se qualifier pour les demi-finales après que le club a gagné 2-1 au total. Lors du match aller des éliminatoires des demi-finales contre Livingston, il a reçu un carton rouge pour une deuxième infraction à réserver, dans une défaite 3-2 (dans ce qui s'avère être son dernier match de sa carrière de footballeur professionnel). Après avoir été suspendu au match retour, Dundee United a perdu 4 à 3 au total après un match nul 1 à 1, ce qui a empêché le club de récupérer sa promotion en Premiership écossaise pour la deuxième fois. Malgré des blessures mineures à trois reprises au cours de la saison 2017-18, Flood a fait trente-huit apparitions et marqué deux fois dans toutes les compétitions. Peu de temps après, il était l'un des nombreux joueurs libérés par Dundee United. Flood a révélé qu'il avait rejeté une chance de rester au club et s'était vu offrir un poste d'entraîneur de jeunes, mais il l'a rejeté pour continuer à jouer.

#### Dunfermline Athletic et Bali United
Après son départ de Dundee United, Flood a signé un contrat d'un an avec un collègue Championnat d'Écosse club Dunfermline Athletic le 18 juin 2018. En rejoignant le club, le manager Allan Johnston a estimé que la signature de Flood profiterait à la promotion de Dunfermline Athletic au championnat écossais. Cependant, Flood a quitté Dunfermline un peu plus d'une semaine après avoir signé avec le club, car il avait reçu une offre du club indonésien Bali United. Le 6 juillet 2018, il a été officiellement annoncé comme joueur de Bali. Cependant, trois jours plus tard, il a été signalé que les règles d'éligibilité des joueurs étrangers avaient signifié que l'accord ne pouvait pas être conclu.

#### Retraite
Flood a annoncé sa retraite du football à l'âge de 34 ans, dans le but de poursuivre une carrière d'agent de football, en août 2019. Quatre mois plus tôt, il avait fait allusion à sa retraite du football professionnel, n'ayant aucun intérêt à continuer à jouer.
Tout en jouant pour Aberdeen, Flood a également pris des cours d'entraîneur dans l'espoir d'obtenir un badge de licence UEFA.

### Carrière en sélection
Flood précédemment représenté république d'Irlande U16, république d'Irlande U17, république d'Irlande U18 et république d'Irlande U19. En janvier 2003, Flood est appelé en république d'Irlande under-20 squad pour la première fois, mais il n'a pas joué. Plus tard dans la même année, Flood a été appelé à la Coupe du monde de football des moins de 20 ans dans Émirats arabes unis. Il a joué quatre fois dans le tournoi, alors que la république d'Irlande U20 a été éliminée en huitièmes de finale contre Colombie U20.
En octobre 2003, Flood a été appelé pour la république d'Irlande équipe des moins de 21 ans. Il a été appelé dans l'équipe U21 pour le Tournoi International de Madère en février 2004. Le 25 février 2004, Flood a fait ses débuts en république d'Irlande U21 contre Portugal U21, alors que l'équipe U21 a fait match nul 0-0. Il a commencé à figurer régulièrement dans l'équipe des moins de 21 ans entre 2004 et 2006. Le 7 octobre 2005, Flood a marqué son premier but pour la république d'Irlande U21, lors d'un match nul 1-1 contre Chypre U21. Ses bonnes performances ont conduit le manager de l'équipe U21 de la république d'Irlande Don Givens à suggérer que Flood pourrait être le prochain capitaine de l'équipe U21. Cela s'avère être correctement prédit, car le 1er septembre 2006, il a été capitaine de la république d'Irlande U21, dans un 1-0 perdu contre Belgique U21.
La performance de Flood à Aberdeen a attiré l'attention de Roy Keane, ce qui lui a valu une convocation au équipe senior de la république d'Irlande,.

## Vie privée
Flood a un frère, Shane, et a grandi dans une famille de supporters celtiques. En juin 2007, il devient père pour la première fois lorsque sa femme Antoinette donne naissance à leur premier enfant, ce qui fait que son déménagement à Dundee United est provisoirement suspendu.
En décembre 2005, le domicile de Flood dans le quartier Wythenshawe de Manchester a fait l'objet d'un cambriolage au cours duquel il a été menacé et raillé au couteau pendant plus de 20 minutes par un homme de 29 ans. L'épreuve a laissé Flood avec des cauchemars récurrents, ce qui l'a obligé à avoir besoin de conseils et à être incapable de vivre seul,.

## Palmarès
Dundee United
- Coupe de la Ligue
  - Finaliste (1) : 2008
- Scottish Challenge Cup
  - Vainqueur (1) : 2017

 Aberdeen
- Coupe de la Ligue
  - Vainqueur (1) : 2014
- Championnat d'Écosse
  - Vice-champion (1) : 2016